# Phragmataecia
Phragmataecia es un género de polillas de la familia Cossidae. Los miembros de este género se encuentran en todo el mundo, excepto en América del Norte.

## Descripción
Los miembros de este género son generalmente de tamaño mediano con abdómenes muy largos, especialmente en las hembras, y antenas bipectinadas largas. En los machos, la longitud del pecten se acorta abruptamente hasta la parte distal de la punta, mientras que en las hembras la longitud del pecten es corta hasta la punta de la antena como una papila casi invisible. La coloración es de blanco a negro con patrones de alas no expresados, excepto pequeños puntos negros entre la vena del ala delantera en las hembras.

## Distribución
El género consta de 39 especies distribuidas en el Viejo Mundo excluyendo las áreas de distribución de Papúa y Australia.

## Especies
- Phragmataecia albida
- Phragmataecia andarana
- Phragmataecia anikini
- Phragmataecia annapurna
- Phragmataecia brunni
- Phragmataecia castaneae
- Phragmataecia cinnamomea
- Phragmataecia dushman
- Phragmataecia furia
- Phragmataecia fusca
- Phragmataecia fuscifusa
- Phragmataecia geisha
- Phragmataecia gummata
- Phragmataecia gurkoi
- Phragmataecia hummeli
- Phragmataecia impura
- Phragmataecia innominata
- Phragmataecia innotata
- Phragmataecia irrorata
- Phragmataecia itremo
- Phragmataecia laszloi
- Phragmataecia longivitta
- Phragmataecia minima
- Phragmataecia minor
- Phragmataecia monika
- Phragmataecia okovangae
- Phragmataecia pacifica
- Phragmataecia parvipuncta
- Phragmataecia pectinicornis
- Phragmataecia pelostema
- Phragmataecia psyche
- Phragmataecia purpureus
- Phragmataecia pygmaea
- Phragmataecia roborowskii
- Phragmataecia saccharum
- Phragmataecia sericeata
- Phragmataecia sumatrensis
- Phragmataecia terebrifer
- Phragmataecia turkmenbashi